# Marian Wajsbrot
Marian Wajsbrot, także Morris Wajsbrot (ur. 1930 w Lublinie, zm. 10 grudnia 2010 w Nowym Jorku) – polski działacz społeczności żydowskiej w Lublinie, lider lubelskich Żydów w Stanach Zjednoczonych, prezes New Lubliner & Vicinity Society.

## Życiorys
Urodził się w Wieniawie, dzielnicy Lublina w zamożnej rodzinie żydowskiej. Jego rodzina od pokoleń zajmowała się branżą zbożowo-młynarską, posiadała młyny oraz składy ziarna. Podczas II wojny światowej wraz z rodziną trafił do getta w Wieniawie, a po jego likwidacji do getta lubelskiego. Podczas wywózki do obozu zagłady jego matka siłą wypchnęła go z wagonu. Ona, jak i cała rodzina, została wkrótce zamordowana. Wajsbrot ukrywał się w lasach. Schwytany przez polskiego wspólnika ojca, związany i wieziony wozem na posterunek niemieckiej policji, zdołał się rozwiązać i uciec.
Po zakończeniu wojny wrócił do Lublina i założył rodzinę. Początkowo pracował w przedsiębiorstwach handlowych, jednak z czasem założył własny sklep z częściami samochodowymi i motoryzacyjnymi. Był także posiadaczem pierwszego w Lublinie prywatnego Fiata 125p. Działał w Kongregacji Wyznania Mojżeszowego w Lublinie i lubelskim oddziale Towarzystwa Społeczno Kulturalnego Żydów w Polsce. Był jednym z inicjatorów wzniesienia w 1963 pomnika Ofiar Getta Lubelskiego. W 1968 po antysemickiej nagonce, będącej następstwem wydarzeń marcowych pozbawiono go sklepu, poddano inwigilacji, prześladowano kontrolami finansowymi, uniemożliwiono wykonywanie jakiejkolwiek pracy i ostatecznie zmuszono do emigracji. Przez Włochy wyjechał do Stanów Zjednoczonych. Osiedlił się w Nowym Jorku, gdzie przez wiele lat prowadził supermarket.
Zmarł w Nowym Jorku. Został pochowany 12 grudnia na cmentarzu żydowskim Beth David w Elmont. W tym samym dniu uroczystości upamiętniające Mariana Wajsbrota odbyły się także w Jeszywas Chachmej Lublin, którym przewodniczył Roman Litman.

## Działalność społeczna
Marian Wajsbrot działał na rzecz lubelskich Żydów w Stanach Zjednoczonych i Polsce. Prezesował New Lubliner & Vicinity Society. Doprowadził do powstania specjalnej sekcji na cmentarzu Beth David w Elmont, gdzie są chowani lubelscy Żydzi oraz do wzniesienia tam pomnika.
Propagował zachowanie w Lublinie śladów żydowskiej obecności. Zapobiegł planom usunięcia z centrum miasta pomnika Ofiar Getta Lubelskiego. Doprowadził do wstrzymania rozbudowy stadionu Klubu Sportowego Lublininka urządzonego na terenie cmentarza żydowskiego w Wieniawie oraz do upamiętnienia tego miejsca pomnikiem. Protestował przeciwko pomysłowi zbudowania w Lublinie krematorium komunalnego sąsiadującego przez płot z terenem muzeum na Majdanku. Nie zgadzał się na wystawienie na terenie tego obozu wersji musicalu Jesus Christ Superstar. Wspierał nazwanie jednej z lubelskich ulic imieniem Jana Karskiego. Angażował się także w przywrócenie budynkowi Jeszywas Chachmej Lublin charakteru sakralnego i odzyskanie go dla społeczności żydowskiej.